# Нова Малукса
Но́ва Малу́кса (рос. Новая Малукса) — селище в Кіровському районі Ленінградської області, Росія.